# Magdeburger Tor (Hundisburg)

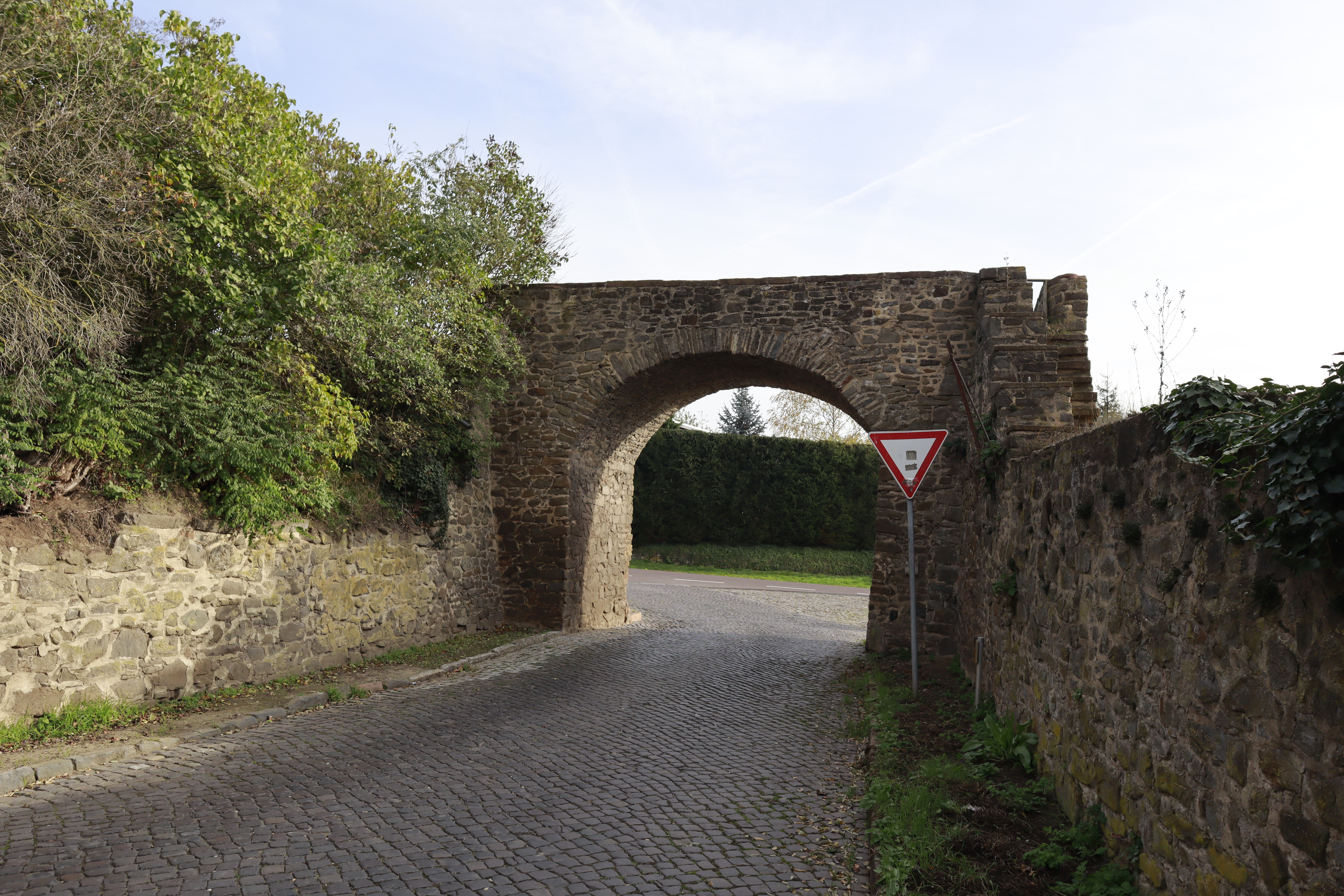
Blick von der Schlossauffahrt

Das Magdeburger Tor im Haldensleber Stadtteil Hundisburg ist eine vormals auch als Brücke dienende Toranlage. Im örtlichen Denkmalverzeichnis ist die Anlage als kulturell-künstlerisch interessantes Zeugnis der Ortsbau- und Schlossgeschichte eingetragen. Das Tor überbrückt die Magdeburger Straße an deren Abzweigung von der Hundisburger Hauptstraße. Von hier aus erfolgte der Zugang zur Schlossauffahrt.
Die Toranlage war in Doppelfunktion als Straßendurchlass wie auch als Brücke zur Verbindung zwischen altem und neuem Lustgarten des Schlosses gestaltet. Der Bau wurde an dieser Stelle in den 1730er Jahren errichtet. Bereits früher hatte es weiter nordwestlich ein Magdeburger Tor gegeben, welches beim Umbau des Schlossparks erstmals versetzt worden war. Bei einer zweiten Parkänderung und der Schaffung eines neuen Lustgartens auf der Südseite der Magdeburger Straße (an Stelle dieses Lustgartens befindet sich seit Mitte des 19. Jahrhunderts der Hundisburger Unterhof) wurde es dann an seinem heutigen Standort neu errichtet. Eine ursprünglich vorhandene Brüstung ging vermutlich im 19. Jahrhundert verloren. Der Bruchsteinbau diente als repräsentativer Eingang in den Gutsbezirk. Seit 1741 verlief durch das Tor auch die Lüneburger Heerstraße, die bis dahin durch das Rottmersleber Tor am Hospital in das Dorf geführt hatte.